# NGC 1169
NGC 1169 este o intermediate spiral galaxy⁠(d) situată în constelația Perseu. A fost descoperită în 1786 de către William Herschel. Se află la o distanță de 35,65 de megaparseci de Pământ.